# Va' dove ti porta il cuore
Va' dove ti porta il cuore è un romanzo scritto da Susanna Tamaro e pubblicato per Baldini e Castoldi nel 1994.
Questo best seller ha venduto 16 milioni di copie in tutto il mondo, ed è stato inserito fra i 150 «Grandi Libri» che hanno segnato la storia d'Italia in occasione delle celebrazioni del 2011 per l'unità nazionale al Salone del Libro di Torino. Incentrato sui sentimenti e gli affetti familiari, ha incontrato un grande successo di pubblico diventando un vero e proprio "caso" letterario: scritto in forma epistolare, ha il suo cuore nella confessione che una anziana signora fa alla propria nipote, facendo emergere una silenziosa menzogna che ha travolto la sua famiglia. 
Dal libro è stato tratto nel 1996 l'omonimo film diretto da Cristina Comencini ed interpretato da Virna Lisi e Margherita Buy.

## Trama
Olga nasce a Trieste, in una famiglia della borghesia di origine ebraica, da genitori dalla mentalità rigida ed antica, e cresce in semisolitudine senza sentirsi amata. Finiti gli studi al liceo, il padre le nega la possibilità di frequentare l'università. Olga, spirito inquieto e intelligente, trascorre la sua giovinezza a casa con i genitori senza riuscire a trovare un fidanzato, immersa in un'idea romantica dell'amore, ma senza neanche fare nulla per cercarlo.
Ormai quasi trentenne, viene corteggiata da Augusto, un uomo abruzzese più vecchio di lei, rimasto vedovo, e in contatto professionale con il padre. Dopo soli sei mesi di conoscenza, Augusto e Olga si sposano, tuttavia Augusto non mostrerà alcun trasporto affettivo per la moglie, preferendo invece dedicarsi al lavoro e alla sua passione per l'entomologia. Il matrimonio di convenienza porta Olga a un chiaro scetticismo nei confronti delle decisioni puramente razionali. La donna, trasferitasi all'Aquila, diventa sempre più inquieta e depressa mentre il mondo è sconvolto dalla seconda guerra mondiale: alla fine del conflitto apprende della distruzione della sua casa paterna e con il marito ritorna frettolosamente a Trieste, dove si trasferiscono definitivamente e acquistano una villetta alla periferia della città per accogliere i suoi genitori, ormai vecchi.
Prendendo come pretesto il mancato arrivo di un figlio (del resto non sorprendente, dato che fra Olga e Augusto non vi sono in genere rapporti sessuali), Olga si reca per due settimane alle terme di Porretta. Qui conosce un dottore di idee comuniste, Ernesto, con il quale inizia a intrattenere una relazione segreta. Olga inizia a sentire il sentimento amoroso che aveva cercato per tutta la vita.
Ritornata a Trieste, la donna scopre di essere incinta di Ernesto, ma decide comunque di tenere la bambina, che chiamerà Ilaria, facendo credere ad Augusto che il padre sia lui. Intanto prosegue la relazione segreta con Ernesto, con lettere e incontri clandestini, fin quando una notte il medico si schianta contro un albero con la sua automobile e muore. Olga scopre la morte dell'amante dopo qualche mese e cade in una profonda depressione, tanto da iniziare a trascurare la figlia Ilaria, che accusa il colpo e inizia a nutrire un profondo rancore verso la madre.
Con l'aiuto di padre Thomas, un gesuita tedesco, Olga inizia lentamente a riprendersi e avvia un percorso spirituale, ma deve scontrarsi con la crescente ostilità della figlia Ilaria. Quest'ultima, con il preciso intento di allontanarsi dalla famiglia, si iscrive alla facoltà di filosofia dell'università di Padova, dove comincia a frequentare assiduamente gli ambienti del Sessantotto nonché i collettivi femministi, imbevendosi delle nuove idee politiche con un preoccupante fanatismo.
In questo periodo muore Augusto, malato da diversi anni, e in punto di morte lascia capire ad Olga, con una mezza frase, di aver sempre saputo che Ilaria non era sua figlia, gettando la donna in un profondo sconforto. Adesso vedova, Olga tenta di recuperare il suo rapporto con Ilaria. Quest'ultima lascia gli studi di filosofia, che peraltro aveva seguito malamente, e si affida alle cure di uno psicologo privo di studi regolari - in realtà una specie di santone, che rende ancora più instabile la già fragile psiche della ragazza. Ilaria rimane incinta e alla madre racconta di avere avuto un'avventura durante un viaggio in Turchia.
Ilaria è sempre più fragile, ha sperperato tutti i suoi soldi a causa del santone e fa uso di droghe e psicofarmaci. Sommersa dai debiti, si rivolge alla madre chiedendole un ennesimo aiuto finanziario. Ma la madre per la prima volta in vita sua dice di no alla figlia: quest'ultima esplode in un pianto isterico, nasce una lite violenta e Olga si lascia sfuggire il segreto sulla vera paternità di Ilaria; quest'ultima fugge via disperata, schiantandosi contro una quercia in auto, e morendo qualche giorno dopo all'ospedale.
La piccola figlia di Ilaria, rimasta orfana, viene affidata alla nonna Olga, che anche se anziana la cresce sviluppando con lei un rapporto affettuoso, favorita anche da una certa affinità di carattere. Durante l'adolescenza però la nipote, travagliata da una dura inquietudine, si scontra sempre più violentemente con la nonna, giungendo spesso a provocazioni arroganti e volgari.
Superata la maturità e indecisa sul suo futuro, sceglie di partire per l'America. Olga è colpita da un ictus e ormai, comprendendo di essere alla fine della sua vita, scrive una lunga lettera-diario alla nipote con lo scopo di svelarle tutti i segreti della sua vita ed esortandola sempre ad andare dove la porta il cuore.

## Tecniche letterarie
I dubbi della narratrice Olga (se contattare o meno la destinataria della sua confessione, ossia la nipote) sono alla base di un amalgama assai omogeneo tra i famosi generi letterari cui si è accennato: il romanzo epistolare e il diario. Entrambi sono concentrati sulla prospettiva della vita interiore di chi sta raccontando o leggendo. La forma scelta dalla Tamaro viene giustificata con una situazione enunciativa fittizia: nonna e nipote sono vissute in due per parecchi anni. Tra le due, che si sono separate in seguito ad un periodo di crisi, vige il patto di non contattarsi per un periodo più o meno lungo. Malata, l'anziana (Olga) ritiene di non avere più abbastanza da vivere per rivedere sua nipote. D'altro canto, ella sente l'assoluto bisogno di confidare a sua nipote le sue sensazioni ed alcuni suoi segreti. Si pone dunque il dilemma se rompere il patto e cercare di contattare la giovane, oppure tacere, rischiando di fare un grave torto a sua nipote (la quale, al suo ritorno a casa, potrebbe chiedersi come mai nessuno l'abbia mai informata della malattia della nonna). Dato che entrambe le soluzioni sembrano insoddisfacenti, Olga decide di lasciare alla nipote per iscritto quanto ha da dire. Scrive così la lettera-diario indirizzata alla giovane. Anche ritornando dall'America dopo la morte di Olga, la ragazza sarà senz'altro in grado di trovare il diario e leggere il messaggio.
Notevole è la complessità dell'intreccio: infatti, l'esposizione degli avvenimenti non rispetta la loro cronologia, ma semplicemente il succedersi delle idee e delle memorie della narratrice. Il carosello dei ricordi progredisce scandito dalle date che si succedono man mano che Olga scrive il suo diario, raccontando degli avvenimenti che coinvolgono almeno quattro generazioni. Numerosi sono quindi i flashback e le anticipazioni. Sono inoltre abbastanza frequenti le pagine che in pochi paragrafi illustrano gli eventi accaduti nel corso di diversi decenni (ad esempio lo stralcio in cui Olga spiega la storia tumultuosa delle zone dell'Istria, continuamente travagliate dalle varie guerre del Novecento). Viceversa, altri tratti del libro si intrattengono a lungo su una breve fase della storia di famiglia.
Per spiegare alcuni meccanismi della vita interiore della narratrice, si ricorre in continuazione al procedimento retorico della similitudine. Come esplicitato nel testo del romanzo, l'invecchiamento di una persona viene paragonato allo sviluppo dell'ostrica, la cui corazza con il tempo diviene da una parte più dura, ma anche più fragile. Una rottura della corazza significa che Olga, nella fase finale della sua vita, rischia in qualche modo di non poter più sopportare l'impatto con gli eventi in corso.

## Critica
Nonostante il successo, il romanzo è stato giudicato negativamente da una parte della critica letteraria, che lo ha accusato di sentimentalismo. In diversi frangenti, come quello in cui la protagonista riflette se avere o meno un figlio, l'approccio razionale alla soluzione di un problema sembra venire apertamente criticato. D'altra parte il romanzo viene anche giudicato pieno di sentimenti veri, quasi spietati; dice la Tamaro: «Personalmente ricerco sempre due cose: la semplicità e la verità». Positivo è anche il giudizio espresso su riviste di alta tiratura come il seguente:
(Carlo Bo, articolo su Gente, 1994)
Secondo un articolo del Corriere della Sera, la Tamaro si è forse ispirata al libro Va' dove ti porta il cuore, pubblicato nel 1972 dal monaco benedettino Jean-Marie Dechanet e tradotto in italiano l'anno successivo, con cui sembrerebbe avere molti temi in comune.

## Edizioni
- Va' dove ti porta il cuore, Milano, Rizzoli, 1994, ISBN 978-88-06-19859-6.
- Va' dove ti porta il cuore, Milano, Baldini & Castoldi, 1994, ISBN 88-859-8940-3.
- A. Italia (a cura di), Va' dove ti porta il cuore, Narrativa per la scuola, Milano, Signorelli, 1995.
- Va' dove ti porta il cuore, Milano, Solferino, 2023, ISBN 978-88-282-1288-1.[7]